# Klipp-Klapp-Galopp
Klipp-Klapp-Galopp, op. 466, är en schnellpolka av Johann Strauss den yngre. Den spelades första gången den 10 februari 1896 i Sofienbad-Saal i Wien.

## Historia
Strauss operett Waldmeister hade premiär på Theater an der Wien den 4 december 1895. Handlingen utspelas i Sachsen och i akt I överraskas en grupp unga människor av en storm och tvingas ta skydd i en kvarn. De byter ut sina blöta kläder till mjölnarkläder och börjar sjunga en sång, "Klipp, klapp, klipp, klapp, rasch dem Glücke nach". Historien har en intressant bakgrund: I sin ungdom hade Johann Strauss uppvaktat en vacker mjölnardotter och komponerat en sång till henne med titeln Klipp klapp. Då han 1894 erbjöds librettot till Waldmeister, där öppningsscenen utspelas i en kvarn, mindes han melodin hade skrivit för nära femtio år sedan och stoppade in den i operetten. Anekdoten vidimeras genom ett brev från ungdomsvännen Josef Weyl (författare till texten i An der schönen blauen Donau) i oktober 1884 med anledning av Strauss 40-årsjubileum som kompositör: "Minns du ännu den lilla naiva sången 'Klipp klapp! Klipp klapp, geht die Mühle im Thal'. Jag skrev den på fem minuter och du tog inte mycket längre tid på dig att komponera den, sedan fick din stackars bror Pepi (Josef Strauss) sjunga den! Hur ofta vågade jag inte gnissla fram dina underbara melodier på min violin och du hade det rörande tålamodet att ackompanjera mig på piano. Dagens Wien har ingen som helst aning om vilken artistisk skatt som den fyrhändiga valsen av bröderna Johann och Josef innebar!"
Strauss arrangerade totalt sex separata orkesterverk utifrån musiken till Waldmeister, däribland polkan Klipp-Klapp-Galopp som skulle återkalla det rytmiska ljudet i en kvarn. Galoppens titel och huvudtema härrör sig från ensemblen i akt I, "Klipp, klapp, klipp, klapp, rasch dem Glücke nach". Polkan spelades första gången av Capelle Strauss under ledning av Eduard Strauss vid den årliga "Concordia"-balen i Sofienbad-Saal den 10 februari 1894. Det första publika framförandet ägde rum två veckor senare den 23 februari då Eduard än en gång spelade med orkestern vid en av sina söndagskonserter i Musikverein.

## Om polkan
Speltiden är ca 2 minuter och 19 sekunder plus minus några sekunder beroende på dirigentens musikaliska tolkning.
Polkan var ett av sex verk där Strauss återanvände musik från operetten Waldmeister:
- Trau, schau, wem!, Vals, Opus 463
- Herrjemineh, Polka-française, Opus 464
- Liebe und Ehe, Polkamazurka, Opus 465
- Klipp-Klapp-Galopp, Schnellpolka, Opus 466
- Es war so wunderschön, Marsch, Opus 467
- Waldmeister-Quadrille, Kadrilj, Opus 468

## Weblänkar
- Klipp-Klapp-Galopp i Naxos-utgåvan.